# Submarino U-424
El submarino alemán U-424 fue un submarino tipo VIIC de la Kriegsmarine de la Alemania nazi durante la Segunda Guerra Mundial. El submarino fue puesto en quilla el 16 de abril de 1942 en el astillero Danziger Werft en Danzig (ahora Gdansk), como astillero número 125, botado el 28 de noviembre y puesto en servicio el 7 de abril de 1943 bajo el mando del Oberleutnant zur See Günter Lüders.
Sirvió en la octava flotilla de submarinos desde el 7 de abril de 1942 y en la primera flotilla desde el 1 de octubre de 1943. Realizó dos patrullajes. Fue miembro en cuatro manadas de lobos. No hundió ni dañó ningún barco durante su servicio.
Fue hundido por buques de guerra británicos al suroeste de Irlanda el 11 de febrero de 1944.

## Diseño
Los submarinos alemanes Tipo VIIC fueron precedidos por los submarinos más cortos Tipo VIIB . El U-424 tenía un desplazamiento de 769 toneladas (757 toneladas largas) cuando estaba en la superficie y 871 toneladas (857 toneladas largas) mientras estaba sumergido.  Tenía una longitud total de 67,10 m (220 pies 2 pulgadas), una longitud de casco de presión de 50,50 m (165 pies 8 pulgadas), una manga de 6,20 m (20 pies 4 pulgadas), una altura de 9,60 m ( 31 pies 6 pulgadas) y un calado de 4,74 m (15 pies 7 pulgadas). El submarino estaba propulsado por dos motores diésel sobrealimentados Germaniawerft F46 de cuatro tiempos y seis cilindros . produciendo un total de 2800 a 3200 caballos de fuerza métricos (2060 a 2350 kW; 2760 a 3160 shp) para uso en superficie, dos motores eléctricos de doble acción Siemens-Schuckert GU 343/38–8 que producen un total de 750 caballos de fuerza métricos (550 kW ; 740 shp) para usar mientras está sumergido. Tenía dos ejes y dos hélices de 1,23 m (4 pies ) . El barco era capaz de operar a profundidades de hasta 230 metros (750 pies).
El submarino tenía una velocidad máxima en superficie de 17,7 nudos (32,8 km/h; 20,4 mph) y una velocidad máxima sumergida de 7,6 nudos (14,1 km/h; 8,7 mph).  Cuando estaba sumergido, el barco podía operar durante 80 millas náuticas (150 km; 92 mi) a 4 nudos (7,4 km/h; 4,6 mph); cuando salió a la superficie, podría viajar 8.500 millas náuticas (15.700 km; 9.800 mi) a 10 nudos (19 km / h; 12 mph). El U-424 estaba equipado con cinco tubos de torpedos de 53,3 cm (21 pulgadas) (cuatro instalados en la proa y uno en la popa), catorce torpedos , un cañón naval SK C / 35 de 8,8 cm (3,46 pulgadas) , 220 rondas y dos cañones antiaéreos gemelos C/30 de 2 cm (0,79 pulgadas) . La nave contaba con una capacidad de entre cuarenta y cuatro y sesenta tripulantes.

## Historial de servicio

### Patrullas y hundimiento
La primera patrulla del barco estuvo precedida por un viaje desde Kiel en Alemania a Trondheim en Noruega. Luego, el U-424 partió de Trondheim el 22 de octubre de 1943 y se dirigió al Océano Atlántico a través de la brecha entre Islandia y las Islas Feroe, llegando a Brest en la Francia ocupada el 15 de diciembre.
Su segunda salida de patrullaje comenzó el 29 de enero de 1944. El 11 de febrero fue atacado y hundido por cargas de profundidad lanzadas por las balandras británicas HMS Wild Goose .HMS Wild Goose y HMS Woodpecker
Cincuenta hombres se hundieron con el submarino; no hubo supervivientes.

### Manadas de lobos
El U-424 participó en cuatro manadas de lobos, a saber:
- Eisenhart 2 (9 - 15 de noviembre de 1943)
- Schill 3 (18 - 22 de noviembre de 1943)
- Weddigen (22 de noviembre - 7 de diciembre de 1943)
- Igel 2 (3 - 11 de febrero de 1944)